# Pseudanodonta
Genre
Pseudanodonta est un genre de mollusques aquatiques bivalves de la famille des Unionidae (moules d'eau douce ou moules de rivière). Ce genre appartient à la sous-famille des Anodontinae.

## Espèces
Les espèces de ce genre comprennent :
- Pseudanodonta complanata
- Pseudanodonta middendorffi [2]